# 内蒙古自治区总工会
内蒙古自治区总工会是内蒙古自治区地方工会和产业工会的领导机关，受中国共产党内蒙古自治区委员会和中华全国总工会领导。